# Bellucia beckii
Bellucia beckii är en tvåhjärtbladig växtart som beskrevs av Susanne Sabine Renner. Bellucia beckii ingår i släktet Bellucia och familjen Melastomataceae. Inga underarter finns listade i Catalogue of Life.